# Roogoo
Roogoo é um jogo de puzzle lançado para o Xbox Live Arcade e Microsoft Windows pela SpiderMonk Entertainment e publicado pela SouthPeak Interactive. Foi lançado em 4 de junho de 2008. O jogo será ainda lançado para o Wii e Nintendo DS.

## O jogo
O objetivo do jogo é de guiar meteoros em formatos diferentes por discos rotativos e salvar o planeta de Roo. Os formatos dos meteoros incluem triângulos, quadros, círculos e estrelas. 
Quando propriamente alinhado, os discos permitem que os blocos passem pelo buraco. Quando uma pilha de meteoros esta pesada o bastante, desce para o disco seguinte. Quando acertado em buraco errado, o jogador perde blocos de meteoros. O objetivo do jogo é o de conseguir o maior número de meteoros possíveis.

## Recepção
Notas dadas ao jogo por sites e revistas especilizadas:
- 1UP.com - A-
- Eurogamer - 8.0 de 10
- GameSpot - 7.5 de 10
- IGN - 8.5 de 10
- Official Xbox Magazine - 8.0 de 10
- TeamXbox - 8.5 de 10